# Tiberinalia

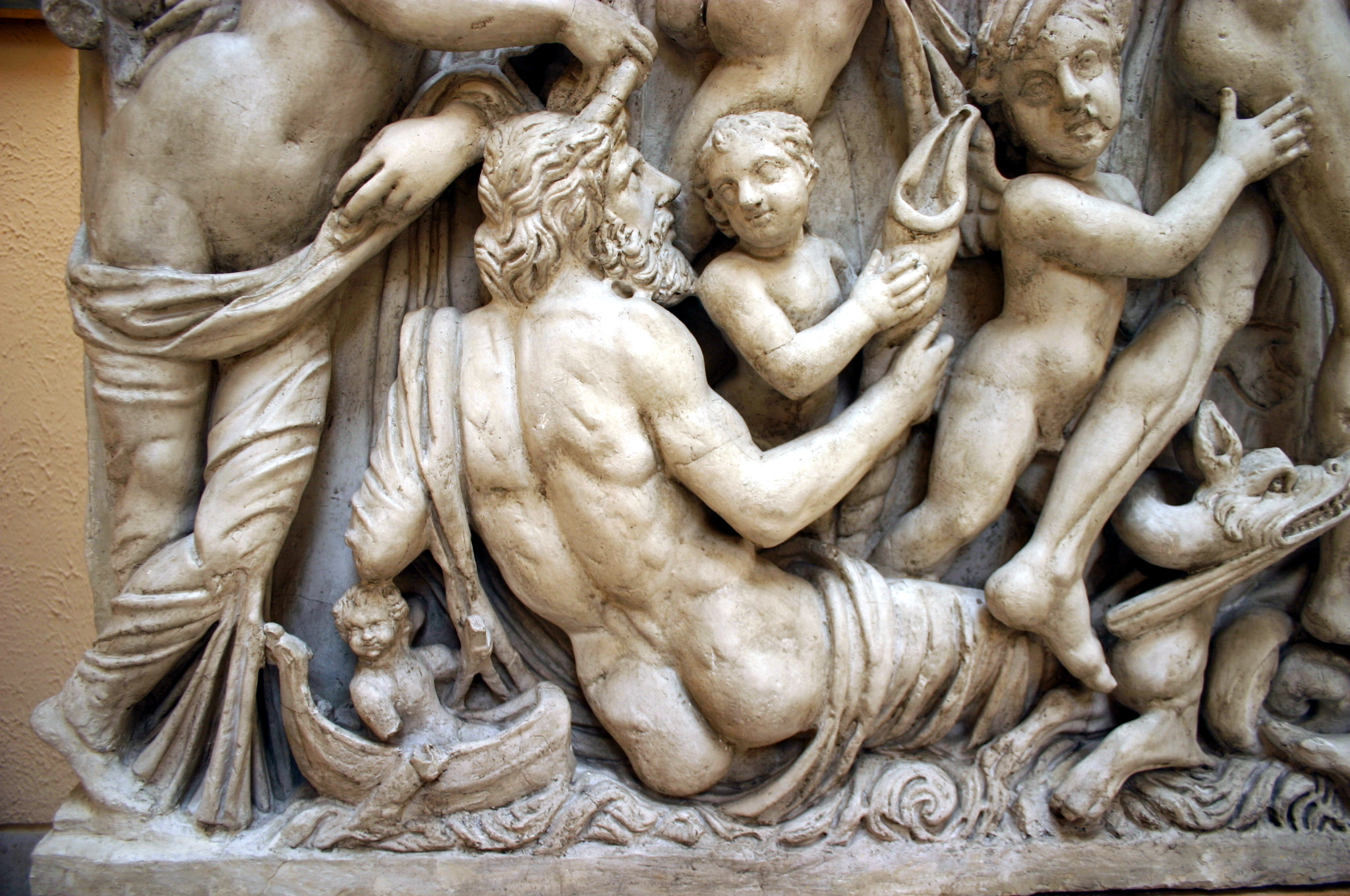
El Tíber, en la postura reclinada, característica de un dios del río, en el sarcófago de Mattei, en un detalle de la escena de Marte acercándose a Rea Silvia, en la unión de la que resultó Rómulo y Remo.

La Tiberinalia es una fiesta romana de la antigüedad tardía, registrada en el Calendario de Filócalo (354 d. C.), el día 17 de agosto (XVI Kal. Sept.), el mismo día que la arcaica Portunalia. Era un festival en honor al padre Tíber y puede reflejar el renovado patrocinio imperial de las deidades romanas tradicionales, en particular la dedicación hecha a Tiberino por los emperadores Diocleciano (que reinó entre 284 y 305) y Maximiano.
Los festivales de agosto tratan temas de abundancia agrícola gracias al sol y al agua, centrándose en los Vulcanales de Volcanus (Vulcano) el 23 de agosto. La Portunalia, al igual que los vulcanales, estaba representada en letras grandes en los <i id="mwIQ">fastos</i> existentes, lo que indica que se la consideraba una de las festividades más antiguas del calendario anterior al 509 a. C.
Portuno fue originalmente un guardián de las puertas de entrada y solo más tarde, por extensión, también un dios del puerto, y su relación con Tíber o Tiberinus como dios del río Tíber es discutible; algunos han visto la Tiberinalia como una asimilación de la Portunalia arcaica.Theodor Mommsen afirmó que los dos dioses eran el mismo, pero otros estudiosos han rechazado la identificación.Varro dice que Portunalia marca la institución de un santuario (aedes) a Portunus en portu Tiberino, pero el significado de portus aquí no está claro; Ovidio menciona el atria Tiberina ("salones de Tiberinus").